# P24 (HIV)

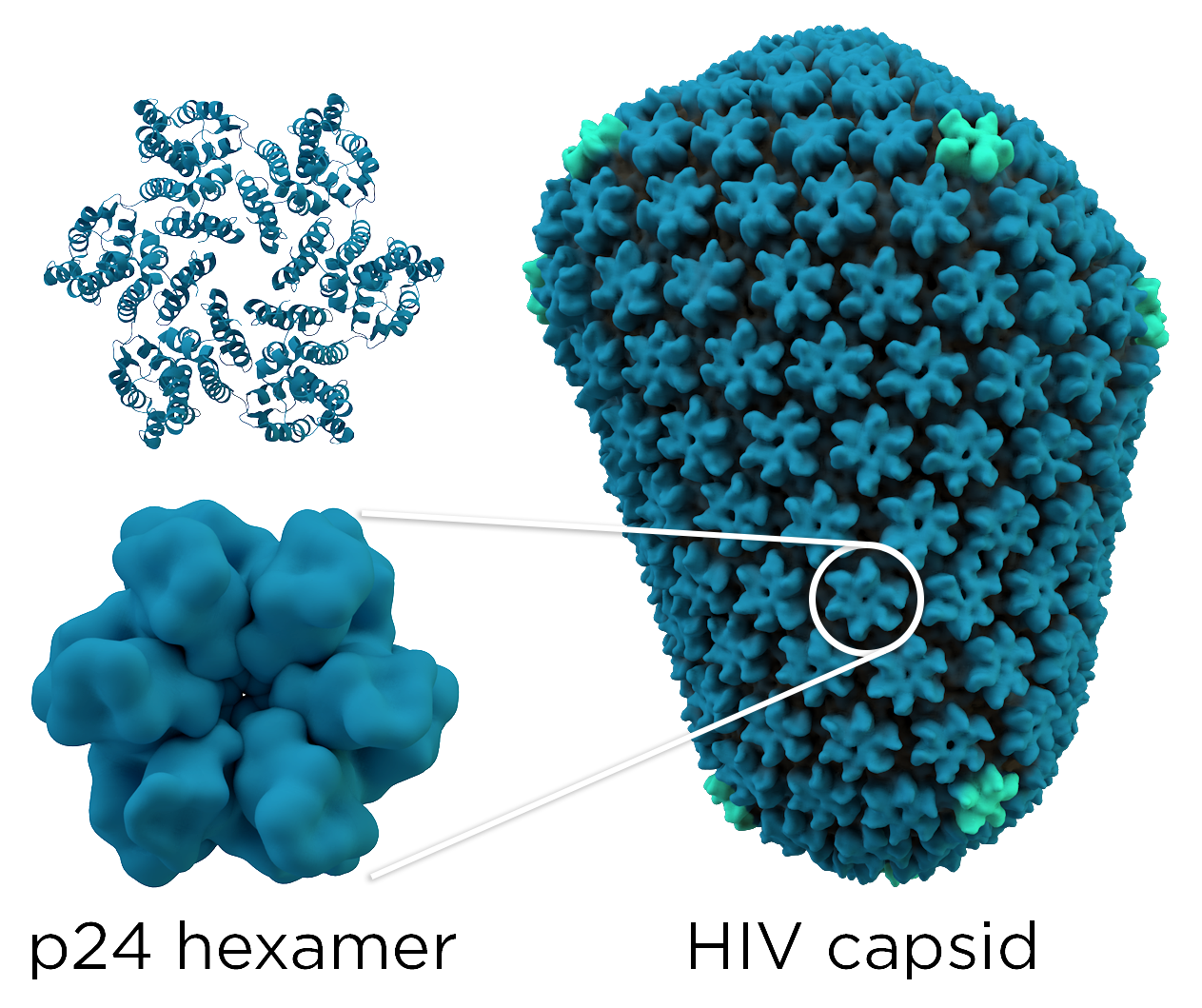
Il capside dell'HIV è composto da circa 200 copie della proteina p24.

Con il nome p24 si identifica un antigene del virus HIV.

## L'antigene p24 inteso come antigene del virus HIV
L'antigene p24 è una proteina contenuta nel core del virus HIV-1, cioè nella parte interna della particella virale.
Esso può essere rilevabile nel sangue di una persona infettata da HIV-1 in forma libera o in forma legata ad un anticorpo anti-p24, ma non sempre: è rilevabile nelle prime settimane successive al contagio e nelle fasi molto avanzate della malattia. Dunque la rilevazione nel sangue dell'antigene p24, in generale, non è un mezzo affidabile per valutare se ci sia un'infezione da HIV-1. Tuttavia, nelle prime settimane dopo il contagio, tale rilevazione, per mezzo di tecniche immunoenzimatiche, con il test dell'antigene p24, può essere utile ai fini di una diagnosi precoce di infezione da HIV-1.
La rilevabilità dell'antigene p24 nel sangue è indice di un'intensa replicazione virale.